# Josef Ludl (Fußballspieler)
Josef Ludl (* 3. Juni 1916 in Dallowitz bei Jungbunzlau, Österreich-Ungarn; † 1. August 1998 in Prag) war ein tschechoslowakischer Fußballspieler.

## Spielerkarriere
Josef Ludl spielte in seiner Jugend für Aston Villa Mladá Boleslav und wechselte im Alter von 18 Jahren nach Prag zu Viktoria Žižkov. 1936 gelang dem Stürmer, der auch im offensiven Mittelfeld eingesetzt werden konnte, mit seiner Mannschaft der Aufstieg in die 1. Tschechoslowakische Liga. Am 18. April 1937 debütierte er in der Nationalmannschaft der Tschechoslowakei, mit der er auch an der Weltmeisterschaft 1938 in Frankreich teilnahm und in zwei Turnierspielen eingesetzt wurde.
1939 wechselte Ludl, zu dessen Stärken die Technik und der Kampfgeist zählten, zum amtierenden Meister Sparta Prag, bei dem er schnell eine Führungsrolle übernahm. In der Presse wurde er mit dem seinerzeitigen brasilianischen Spitzenspieler Leônidas da Silva verglichen. Als Allrounder und Spielmacher führte Ludl Sparta Prag 1944, 1946 und 1948 zum Titelgewinn.
Die Kriegsjahre verhinderten für Ludl die Fortführung einer internationalen Karriere. Für die Tschechoslowakei respektive Böhmen und Mähren bestritt Ludl lediglich 16 Länderspiele, in denen er sechs Tore erzielte. Schon ein wenig über dem Zenit seiner Karriere wurde er 1947 in die Europaauswahl berufen, die zunächst in Rotterdam die Niederlande mit 2:1 bezwang und anschließend in Glasgow einer Auswahl Großbritanniens mit 1:6 unterlegen war. Nach einer schweren Verletzung beendete er 1951 mit 34 Jahren seine Spielerkarriere.

### Erfolge
- Meister des Protektorats Böhmen und Mähren 1944
- Tschechoslowakischer Meister 1946, 1948
- Tschechischer Pokal-Sieger 1943, 1944, 1946

## Trainerkarriere
Nach seiner Zeit als Spieler betreute Ludl drei Mannschaften in der 1. Liga für jeweils eine Spielzeit als Trainer, jedoch ohne nennenswerten Erfolg. 1956 trainierte er Spartak Hradec Králové, 1957/58 SONP Kladno und nach einer mehrjährigen Unterbrechung 1960/61 Jednota Trenčín. Später arbeitete Ludl als Brandschutzinstallateur.